# 活动写真
《活动写真》（羅馬化：Katsudō Shashin），有时亦称松本片段（英語：Matsumoto fragment），是一部日本动画短片，据信是日本动画史上最古老的作品。短片的主创人员未知，有证据表明其制作时间是在1907到1911年间，可能比西方动画开始在日本放映的时期还要早。短片于2005年在京都市的一台家用放映机中发现。
短片全长3秒，描绘一位男孩写下字样，然后取下自己的帽子敬礼。其中的画面是使用制作幻灯片的设备经模板噴畫印出红、黑两色，胶片经固定后循环连续地进行播放。

## 简介
短片包含有一系列的动画图像，使用了一截賽璐珞胶片，共计50帧，以每秒16帧的速度播放，全长3秒钟。其中描述了一位身穿水手服的小男孩写下日本汉字，然后转身面朝观众，取下自己的帽子并敬礼。
与传统动画不同，这些画面并不是经拍摄图像产生，而是直接采用模板噴畫将其印在胶片上。这一步骤是采用一种名叫“合羽版”的设备完成，印刷过程称为“合羽刷”（合羽刷り），这种设备可以用来印制幻灯片。图像分红、黑两色，印在一条35毫米胶片上，其两端经固定形成循环，可以连续进行播放。

## 背景

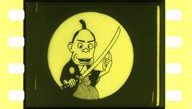
日本动画影片于1917年开始在院线上映，幸内纯一的《钝刀》就是其中之一。

投影胶片技术于1896至1897年从西方传入日本。根据记载，最早在日本放映的外国动画是法国人埃米尔·科尔（Émile Cohl）1911年制作的《弗雷特的战功》（Les Exploits de Feu Follet），于1912年4月15日在东京首映。下川凹天、北山清太郎和幸内纯一的作品于1917年成为院线发行的首批日本动画影片。这些影片中大部分都已佚失，只有少数之后在“玩具电影”中找到，经手摇式放映机放映给家庭内部观看，幸内纯一的《塙凹內名刀之卷》是已知留存下来年代最久远的作品，于1917年发行。
光学玩具中的印制影片年代比投影动画更早，拉洋片就是其中一种。德国玩具制造商“宾兄弟”（Gebrüder Bing）于1898年在纽伦堡的一次玩具节上推出了一种电影放映机，此后不久，其他玩具制造商也开始销售类似的设备。可以使用这些设备来放映的真人电影拍摄成本太高，有可能早在1898年时已经有其能够播放的动画影片销售，这些影片可以将两头固定成环后循环播放。早在1904年时，日本已经进口了这些德国设备，也有用其播放的影片出售，并且很可能包括循环播放的动画片。

## 重新發現
2004年12月，东京一家旧货经销商联系了大阪艺术大学的圖像誌专家松本夏树。这位经销商表示，自己从京都市的一个老家族那里获得了多部影片和多台放映机。松本夏树于次年1月到达京都拿到了这些物品，其中包括三台放映机，11段35毫米胶片和13张玻璃幻灯片。
2005年7月31日，松本夏树找到了《活动写真》的胶片，不过其成色已经很差。根据放映机的生产日期等信息，松本夏树和动画历史学家津坚信之认定，这部影片很有可能是在1907到1911年间制作。这个时候日本的电影院还很罕见，有证据表明这部影片是面向家中拥有放映机的富有家庭制作。在松本夏树看来，相对来说比较差的品质，以及技术含量很低的印制水平表明，很可能是由小型公司出品。电影的主创者仍然不为人知。
日本媒体广泛报道这一发现。报道中还推测了短片的准确制作日期，估计不但有可能与埃米尔·科尔和美国动画师詹姆斯·斯图尔特·布莱克顿、温瑟·麦凯的早期作品属同一时代，而且还可能更早。影片是明治时代动画的重要发现（多數動畫是大正產物，這是唯一），《朝日新闻》表示应该把本片列入日本动画的系谱中加以保存，认为这部重新发现的短片应该属于现代意义上的动画作品。